# Valencia Superyacht Marina

Contraseña de la provincia marítima de Valencia a la que pertenece.

Valencia Superyacht Marina (VSM), es una marina de megayates que se encuentra en el interior del Port America's Cup en Valencia. Es una de las mayores del mundo y la única que se encuentra en un puerto mercante rehabilitado.
Es una de las obras constrauidas para la 32.ª Copa del América (America's Cup), junto con la Marina Real Juan Carlos I o el Port America's Cup.
- Datos: Q6158819